# Gymnophaps albertisii
Gymnophaps albertisii е вид птица от семейство Гълъбови (Columbidae).

## Разпространение
Видът е разпространен в Индонезия и Папуа Нова Гвинея.